# 15-см важка польова гаубиця М.14
15-см важка польова гаубиця М.14 (нім. 15 cm schwere Feldhaubitze M 14) була важкою гаубицею Збройних сил Австро-Угорщини періоду 1-ї світової війни.
Була спроєктована фірмою "Шкода" на основі 10-см гаубиці зразка 1914 року задля термінового посилення середньої і важкої артилерії австро-угорського війська. Використовувалась на всіх фронтах як основна стандартна гаубиця. Після завершення війни до 1940-х років використовувалась у військах Чехословаччини (hruba houfnize vz. 14, hruba houfnize vz. 14/16), Угорщини, Австрії, Німеччини (15 cm schwere Feldhaubitze M 14, 15 cm schwere Feldhaubitze M 14/16), Італії (obice da 149/12 modello 14, obice da 149/13), куди потрапила значна частина гаубиць.
Незначна дальність пострілу в 6900 м, нерозбірність 3,3 т конструкції лафету при транспортуванні компенсувались значною масою набою в 41 кг, швидкострільністю і швидким переходом від транспортного положення у бойове. Модифікація М.14/16 з 1916 відзначалась довшим дулом і легшими набоями. Лафет опирався на сталеві колеса. Під дулом розміщувалась система гідропневматичного гальма. Оскільки при транспортуванні знімалось лише дуло, то її транспортування в Альпах виявилось майже неможливим.

## Джерело
- Ian Hogg: Artillerie des 20. Jahrhunderts, Gondrom Verlag, Bindlach 2001, ISBN 3-8112-1878-6
- Chris Chant: Artillery. Londyn: Amber Books, 2005,  ISBN 1904687415. стор.30